# Club Future Nostalgia
Club Future Nostalgia é o álbum de remixes da cantora inglesa Dua Lipa e da DJ americana The Blessed Madonna, lançado em 28 de agosto de 2020 através da Warner Records. O álbum contém remixes do álbum lançado anteriormente por Lipa Future Nostalgia (2020).

## Antecedentes e lançamento
Após o lançamento de seu segundo álbum de estúdio, Future Nostalgia, Lipa confirmou que o álbum receberia uma reedição de edição deluxe, afirmando "Eu tenho algumas músicas em que trabalhei, e que eu meio que coloquei de lado por um segundo, então isso é tudo para ser discutido". Não podendo fazer uma turnê para o álbum devido à pandemia de COVID-19, Lipa viu seus fãs ouvindo as músicas do álbum sentindo muita alegria. Com a intenção de "levar a festa até um pouco", Lipa pediu a ajuda de The Blessed Madonna para criar uma mixtape que mais tarde se tornaria Club Future Nostalgia: The Remix Album, trabalhando nele secretamente em quarentena. Após o anúncio do remix de "Levitating", Lipa anunciou em 4 de agosto de 2020, juntamente com um remix de "Physical", de Mark Ronson com Gwen Stefani, seria apresentado em um álbum de remix do Future Nostalgia, intitulado Club Future Nostalgia. O álbum estava programado para ser lançado pela Warner Records em 21 de agosto de 2020, no entanto, em 10 de agosto de 2020, Lipa revelou enquanto apresentava Jimmy Kimmel Live! que o álbum estava sendo adiado uma semana, a fim de criar uma animação de cada faixa do disco. Em um comunicado de imprensa da Warner Records, o álbum foi descrito como uma mistura de house dos anos 1990 e pop de 2020, com respingos de soul dos anos 1980.
"Levitating (The Blessed Madonna Remix)" com Madonna e Missy Elliott foi lançada como o primeiro single do álbum em 13 de agosto de 2020.

## Lista de faixas
| DJ Mix         |                                                                                  | |                                      |         |  |
| N.º            | Título                                                                           | Compositor(es) | Produtor(es)                         | Duração |  |
| 1.             | "Future Nostalgia" (Remix de Joe Goddard)                                        | Dua Lipa Clarence Coffee Jr. Jeff Bhasker | Bhasker                              | 2:54    |  |
| 2.             | "Cool" (Remix de Jayda G)                                                        | Lipa Ben Kohn Camille Purcell Pete Kelleher Shakka Philip Tom Barnes Tove Lo | TMS Stuart Price                     | 2:06    |  |
| 3.             | "Good in Bed" (Remixes de Zach Witness e Gen Hoshino)                            | Lipa David Charles Marshall Biral Denzel Michael-Akil Baptiste Melanie Joy Fontana Michel "Lindgren" Shulz Taylor Upsahl Cameron McVey Anne Dudley Trevor Horn Jamie Morgan J. J. Jeczalik Gary Langan Paul Morley Neneh Cherry Phillip Ramacon | Lindgren Take a Daytrip              | 3:58    |  |
| 4.             | "Pretty Please" (Midland Refix)                                                  | Lipa Caroline Ailin Ian Kirkpatrick Julia Michaels | Kirkpatrick                          | 1:28    |  |
| 5.             | "Pretty Please" (Remix de Masters at Work)                                       | Lipa Michaels Ailin Kirkpatrick Green Velvet | Kirkpatrick                          | 1:54    |  |
| 6.             | "Boys Will Be Boys" (Remix de Zach Witness)                                      | Lipa Kennedi Justin Tranter Jason Evigan | Rupert Christie                      | 3:29    |  |
| 7.             | "Love Again" (Remix de Horse Meat Disco)                                         | Lipa Coffee Stephen Kozmeniuk Chelcee Grimes Bing Crosby Max Wartell Irving Wallman | Koz                                  | 2:55    |  |
| 8.             | "Break My Heart" / "Cosmic Girl" (Dimitri from Paris Edit)                       | Lipa Andrew Wotman Ali Tamposi Stefan Johnson Jordan K. Johnson Andrew Farriss Michael Hutchence | Andrew Watt The Monsters & Strangerz | 3:00    |  |
| 9.             | "Levitating" (Remix de The Blessed Madonna com part. de Madonna e Missy Elliott) | Lipa Coffee Sarah Hudson Kozmeniuk Madonna Melissa A. Elliott | Koz Price                            | 3:55    |  |
| 10.            | "Hallucinate" (Mr Fingers deep stripped mix)                                     | Lipa Samuel George Lewis Sophie Frances Cooke | SG Lewis Price                       | 1:53    |  |
| 11.            | "Hallucinate" (Paul Woolford Remix Extended)                                     | Lipa Lewis Cooke | Lewis Price                          | 1:49    |  |
| 12.            | "Love Is Religion" (Remix de The Blessed Madonna)                                | Lipa Coffee Dan Traynor Hudson Kozmeniuk Uzoechi Emenike | Grades Koz                           | 3:29    |  |
| 13.            | "Don't Start Now" (Remix de Yaeji)                                               | Lipa Ailin Emily Warren Kirkpatrick Thor Baldursson Mats Bjoerklund Jürgen Korduletsch | Kirkpatrick                          | 2:53    |  |
| 14.            | "Physical" (Remix de Mark Ronson com part. de Gwen Stefani)                      | Lipa Coffee Evigan Hudson | Evigan Koz                           | 2:39    |  |
| 15.            | "Kiss and Make Up" (Remix com Blackpink)                                         | Lipa Grimes Yannick Rastogi Zacharie Raymond Mathieu Jomphe-Lepine Marc Vincent Teddy Park Andy Armer Randy Alpert | Banx & Ranx                          | 2:21    |  |
| 16.            | "That Kind of Woman" (Remix de Jacques Lu Cont)                                  | Lipa Coffee Justin Parker P Nelson Sam Dew Stevie Nicks | Parker                               | 3:13    |  |
| 17.            | "Break My Heart" (Remix de Moodymann)                                            | Lipa Wotman Tamposi S. Johnson J. Johnson Farriss Hutchence | Watt The Monsters & Strangerz        | 6:11    |  |
| Duração total: | Duração total:                                                                   | Duração total: | Duração total:                       | 50:07   |  |